# Brigada San Marco
La brigada "San Marco" (en italiano: Brigata Marina "San Marco") es una formación anfibia de la Armada italiana establecida el 1 de marzo de 2013 tras la reorganización de la Fuerza de Desembarco de la Armada. Tiene su sede en Brindisi. Son los infantes de marina de la Armada italiana.
Es una formación conjunta, enmarcada dentro de la fuerza de proyección anfibia, cuyo Comandante es el mismo Almirante que se desempeña como Comandante de la Brigada San Marco.

## Historia
La infantería de marina italiana fue creada como Fanti da Mar en 1550 en la República de Venecia.
El Regimiento San Marco remonta su historia al Regimiento La Marina, formado en 1713. [2] Durante las Guerras de Independencia de Italia, los infantes de marina italianos fueron conocidos como Fanteria Real Marina, unidades de marineros especialmente seleccionados que eran hábiles tiradores. El regimiento también jugó un papel importante en Pekín durante la Rebelión de los Bóxers y en la Guerra Italo-Turca.
Con el comienzo de la campaña italiana durante la Primera Guerra Mundial, la unidad fue nombrada Brigata Marina (Brigada Naval), e incluía dos regimientos, uno de infantería y uno de artillería. Después de la batalla de Caporetto en octubre-noviembre de 1917, el frente italiano casi se derrumbó y la Brigata Marina luchó en la defensa de Venecia durante la batalla del río Piave. Después de la guerra, la agradecida ciudad entregó una bandera con el León de San Marcos, del escudo de armas de Venecia, a los infantes de marina de la Brigada Naval.
Al comienzo de la Segunda Guerra Mundial se convirtió en un regimiento de dos batallones y luego aumentó de tamaño. Cuando Italia atacó Yugoslavia en abril de 1941, los marines de San Marco realizaron desembarcos exitosos en varias islas del Adriático y tomaron puertos contra una resistencia mínima. El regimiento se expandió a siete batallones antes de las batallas finales del desierto en 1943, incluido el Battaglione Nuotatori que fue entrenado como paracaidistas en 1941. El 3er Batallón del Regimiento 'San Marco', que se conoció como el Batallón Tobruk, repelió los aterrizajes por los comandos británicos en Tobruk durante la noche del 13 al 14 de septiembre de 1942, en el curso de la fallida Operation Agreement. Como resultado, 200 comandos británicos fueron hechos prisioneros.
El regimiento luchó en Tobruk y Túnez, donde defendió la línea Mareth durante abril y mayo de 1943. El batallón de Tobruk fue destruido más tarde en la noche del 5 de abril de 1943 mientras defendía la línea Oidane-el-Hachana contra un ataque a Wadi Akarit por el 69.ª Brigada de Infantería británica y unidades Gurkha de la 4ª División de Infantería del Ejército de la India. 

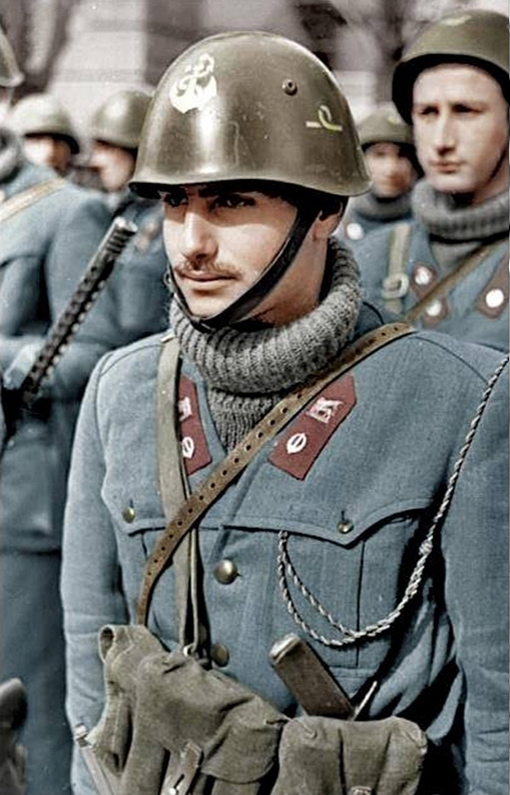
Marzo de 1944. Subteniente del Regimiento San Marco de la República Social Italiana

Tras la rendición italiana en 1943, muchos infantes de marina de San Marco lucharon por los Aliados contra los alemanes, sin embargo, el 4º Batallón (Caorle) luchó por el Eje hasta el final de la guerra. 
El Regimiento de la Infantería de Marina de San Marco se desactivó en 1956, pero fue reformado el 1 de enero de 1965 a fuerza de batallón (Marina Battaglione "San Marco") en Venecia con 750 efectivos. De 1982 a 1984, el batallón San Marco participó en las misiones internacionales de mantenimiento de la paz de la ONU en Líbano.
Desde 2013, el Regimiento de San Marco es ahora parte de la Brigada de Infantería de Marina de San Marco más grande como el 1er Regimiento de Infantería de Marina de San Marco.
La formación fue anteriormente el Batallón San Marco y luego se convirtió en el Regimiento San Marco en la década de 1990.
El grupo de combate anfibio Hispano-italiano (SILF - Spanish Italian Landing Force) fue establecido el 23 de noviembre de 1996, para operar en teatros de combate internacionales en nombre de la OTAN .
El SILF se estructuró en forma de brigada anfibia, compuesta por dos unidades de maniobra, una de las cuales es el Regimiento "San Marco ", de infantería de marina, artillería, armas antiblindaje y de defensa aérea, reconocimiento y demolición, ingenieros, helicópteros y apoyo aéreo., IFV y vehículos de asalto.

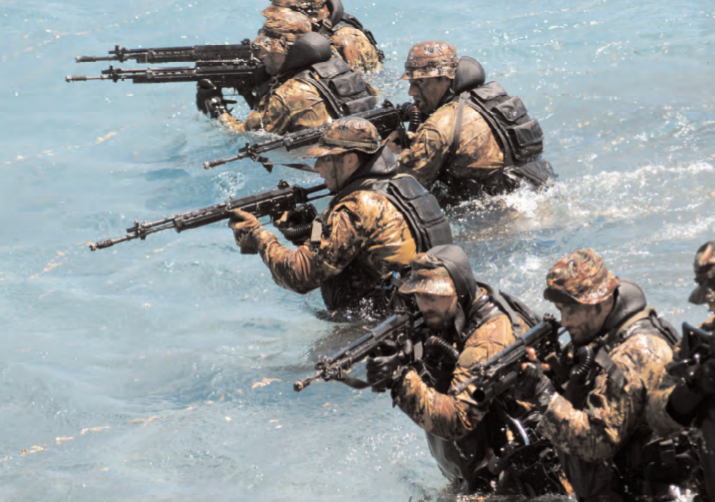
Infantería de marina de San Marco

La Fuerza de Desembarco pasó a llamarse a partir del 1 de marzo de 2013 Brigada de Infantería de Marina "San Marco", que tiene su base en Brindisi y consta de tres regimientos, por un total de unos 3.800 infantes de marina. Está comandado por un Almirante, que reporta directamente al Comandante en Jefe del Comando de Flota de la Armada Italiana (CINCNAV).

## Organización

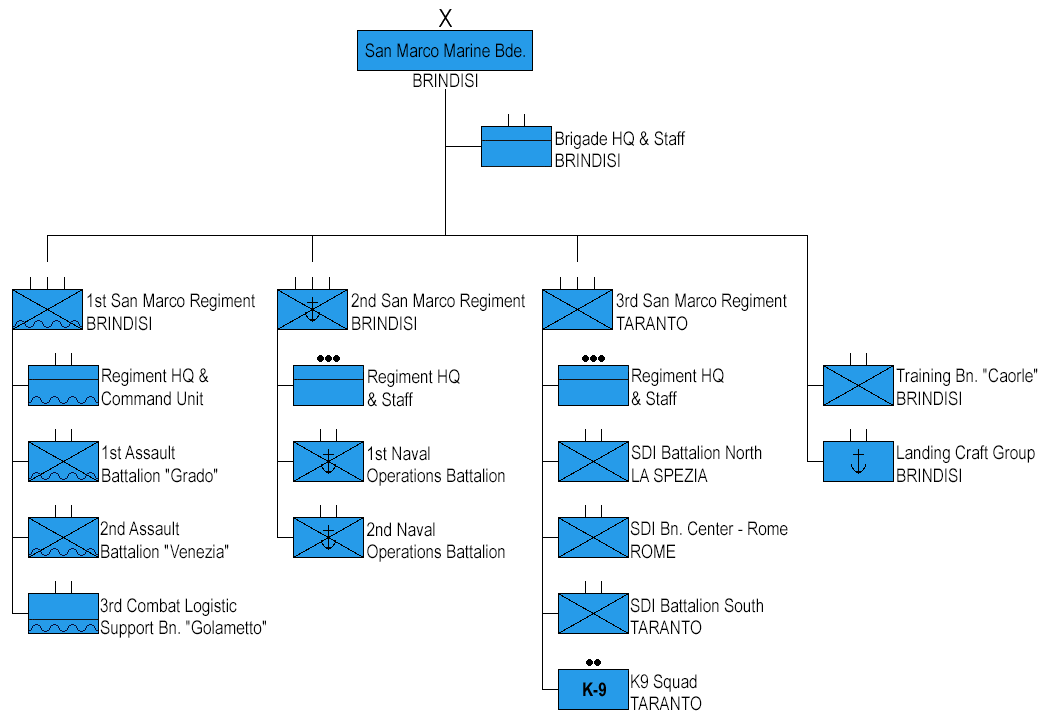
Estructura de la Brigada Marina de San Marco 2020 (haga clic para ampliar)

La brigada está organizada de la siguiente manera:

### Brigada de Infantería de Marina San Marco
La Brigada de Infantería de Marina de San Marco y la 3ª División Naval de la Armada forman junto con la Brigada de Caballería del Ejército Italiano "Pozzuolo del Friuli" forman la Fuerza de Proyección Marítima Nacional del Ejército Italiano (Forza di proiezione dal mare ).
- Brigada de Infantería de Marina San Marco (Brigata Marina San Marco - COMFORSBARC), en Brindisi[4]
  - Cuartel general de la brigada (Quartier Generale della Brigata Marina San Marco - QUARTGEN Brigata Marina San Marco), en Brindisi
  - Centro de Integración Anfibia (Centro Integrazione Anfibia), en Brindisi
  - Batallón de apoyo al mando (Battaglione Supporto al Comando), en Brindisi 
    - Compañía C4
    - Empresa de soporte técnico

  - Batallón de entrenamiento " Caorle " (Battaglione Scuole "Caorle"), en Brindisi[5]
    - Compañía de formación
    - Compañía de formación, instrucción, especialización
    - Equipo Pedagne , gestiona el área de entrenamiento de las islas Pedagne

  - Grupo de navíos de desembarco (Gruppo mezzi da sbarco della Marina Militare), en Brindisi[6] - maneja las lanchas de desembarco de los barcos anfibios y gestiona el tráfico desde el barco a la playa 
    - Sección de propulsión y embarcaciones
    - Sección Marítima
    - Sección de organización de la playa
    - Equipo de lanchas de desembarco, con 9 lanchas de desembarco clase LCM62 mecanizadas, 4 lanchas de desembarco clase LCM23 mecanizadas
    - Equipo de botes, con 20 lanchas de desembarco clase MTP96

#### 1er regimiento de San Marco
- 1er Regimiento San Marco (1 ° Reggimento San Marco), en Brindisi - fuerza de desembarco anfibio[7][4]
  - Unidad de mando (Reparto Comando) 
    - Compañía de mando con un equipo de elemento de apoyo aéreo
    - Compañía de señales
    - Compañía de nadadores paracaidistas
      - 2x pelotones de reconocimiento, 2x pelotones SALT (equipo de enlace de armas de apoyo )

    - Pelotón de ingenieros de EOD / IEDD
    - Pelotón FHT (Equipo de campo HUMINT)

  - 1er Batallón de Asalto " Grado " (1 ° Battaglione Assalto "Grado")[8]
    - Primera compañía de asalto "Bafile"
      - 3 pelotones de asalto, 1 pelotón de armas de apoyo

    - Segunda compañía de asalto "Tobruk"
      - 3 pelotones de asalto, 1 pelotón de armas de apoyo

    - Compañía de armas de apoyo
      - 1x pelotón de apoyo al mando, 1x pelotón AAV7-A1 con vehículos de asalto anfibios (será reemplazado por vehículos de combate anfibios )

  - 2. ° Batallón de asalto " Venezia " (2 ° Battaglione Assalto "Venezia")[9]
    - 3ª Compañía de asalto "An Nassiriya"
      - 3 pelotones de asalto, 1 pelotón de armas de apoyo

    - Cuarta Compañía de Asalto "Monfalcone"
      - 3 pelotones de asalto, 1 pelotón de armas de apoyo

    - Compañía de armas de apoyo
      - 1x pelotón de apoyo al mando, 1x pelotón AAV7-A1 con vehículos de asalto anfibios (será reemplazado por vehículos de combate anfibios ) La 1a Compañía de la Guardia de Honor de la Brigada de Infantería de Marina de San Marco en el Palacio Quirinal durante la visita de Vladímir Putin a Roma, junio de 2015

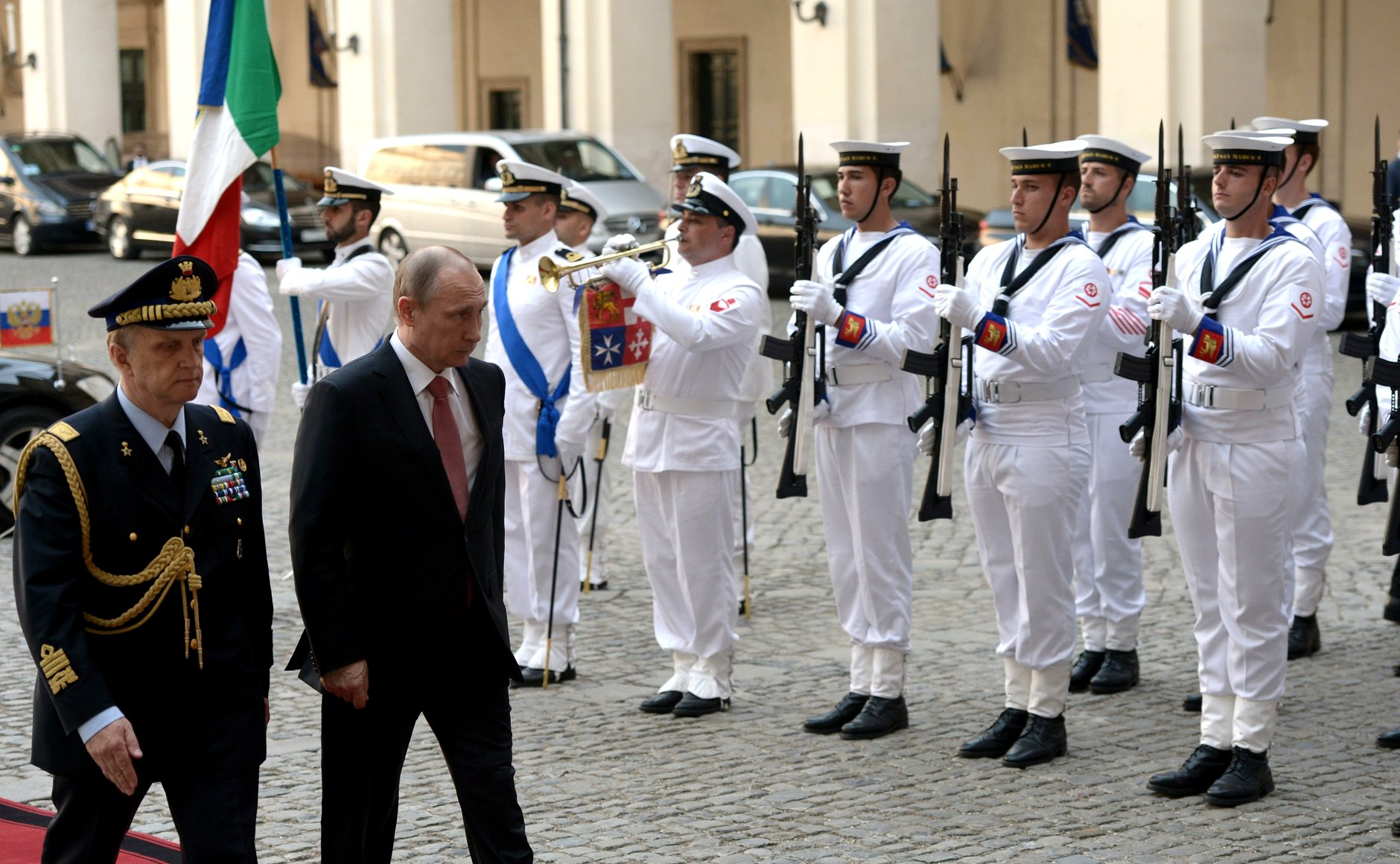
La 1a Compañía de la Guardia de Honor de la Brigada de Infantería de Marina de San Marco en el Palacio Quirinal durante la visita de Vladímir Putin a Roma, junio de 2015

  - 3er Batallón de Apoyo Logístico de Combate "Golametto" (3 ° Battaglione Supporto Logistico al Combattimento "Golametto")[10]
    - Pelotón de apoyo al mando
    - Compañía Logística
    - Empresa de transporte táctico
    - Compañía Médica

#### 2.º Regimiento de San Marco
- 2.º Regimiento San Marco (2 ° Reggimento San Marco), en Brindisi - operaciones de interdicción marítima y equipos de protección naval embarcados[4]
  - Equipo de movilidad
  - Batallón de Operaciones Navales (Battaglione Operazioni Navali), en Brindisi 
    - 2x compañías de operaciones navales, cada una con 10x equipos de barcos

  - Batallón de Interdicción y Protección (Battaglione Interdizione e Protezione), en Brindisi 
    - Force Protection Company, con equipos 10x
    - Port Protection Company, con equipos 10x

#### 3er Regimiento San Marco
- 3er Regimiento San Marco (3 ° Reggimento San Marco), en Taranto - Servicio de defensa de las instalaciones (Servizio difesa installazioni - SDI)[4]
  - Primera Compañía de la Guardia de Honor, en Taranto
  - Compañía Nacional de Emergencias (Protección Civil Naval), en Tarento
  - Unidad K9, en Tarento
  - Batallón SDI Norte (Battaglione SDI Nord), en La Spezia[11]
    - Equipo de apoyo al mando
    - Equipo de telecomunicaciones
    - SDI Company Liguria, en La Spezia
      - 3 pelotones SDI: en La Spezia (puerto militar), Luni (base de helicópteros navales) y Ancona (depósito de municiones Poggio)

    - SDI Company Sardinia, en La Maddalena[12]
      - 3 pelotones de SDI: en La Maddalena (escuela de suboficiales), Santo Stefano (depósito de municiones) y Tavolara (estación de muy baja frecuencia de la OTAN)

  - Centro del Batallón SDI - Roma (Battaglione SDI Centro - Roma), en Roma 
    - Equipo de apoyo al mando
    - Equipo de telecomunicaciones
    - Compañía SDI Roma, en el Estado Mayor de la Armada

  - Batallón SDI Sur (Battaglione SDI Sud), en Taranto[13]

- -     - Equipo de apoyo al mando
    - Equipo de telecomunicaciones
    - SDI Company Taranto, en Taranto

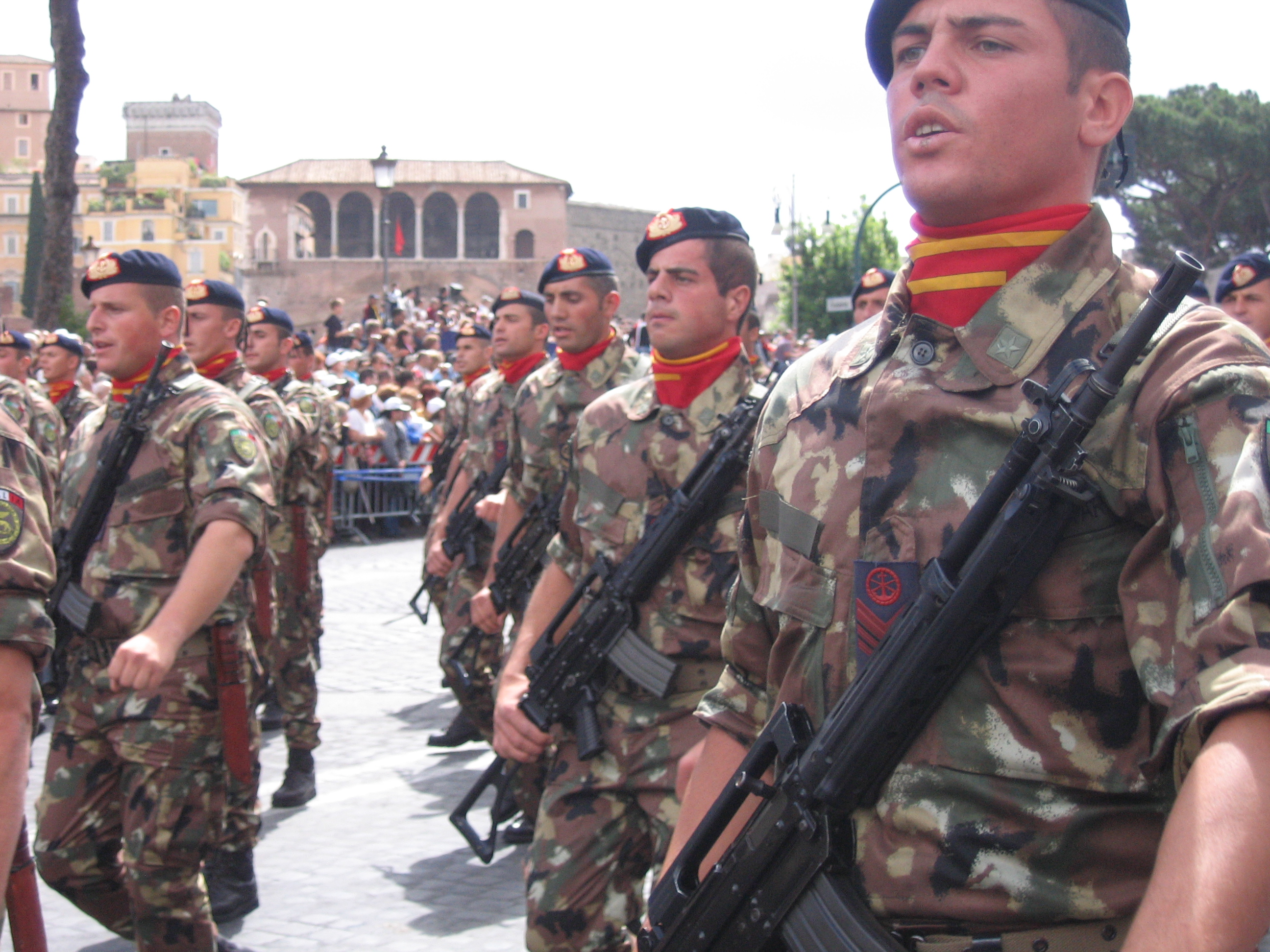
Desfile de soldados de la unidad

      - 3 pelotones SDI: en Taranto (puerto militar), Grottaglie (base de helicópteros navales) y Pozzuoli (depósito de municiones Montagna Spaccata)

    - SDI Company Brindisi, en Brindisi[14]
      - 3 pelotones SDI: en Brindisi (puerto militar), Mesagne (depósito de municiones) y en la sede de la Brigada de Marina de San Marco

    - SDI Company Sicily, en Augusta[15]
      - 4 pelotones SDI: en Augusta (puerto militar), Priolo Gargallo (depósito de municiones Cava di Sorciaro), Catania (estación de helicópteros navales) y el muelle de la OTAN en Augusta

## Tercera División Naval

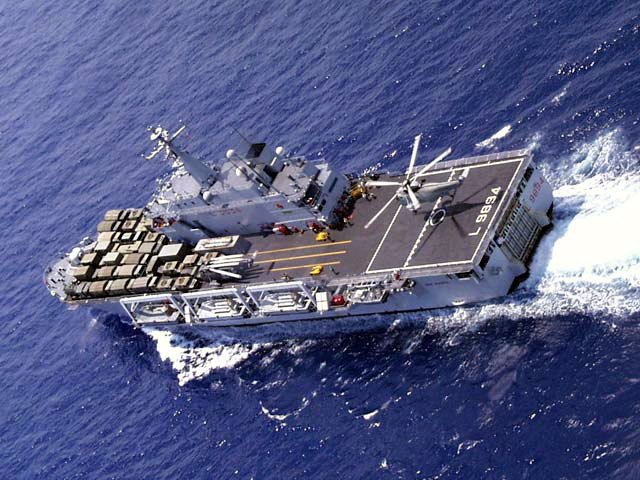
"San Giusto" en el mar

La brigada es transportada por la 3.ª División Naval de la Armada, ubicada junto con la brigada en Brindisi, que consta de los siguientes barcos:
- Portaaviones: "Giuseppe Garibaldi" (será reemplazado en junio de 2022 por el la plataforma de aterrizaje de helicópteros "Trieste")
- Buquesde transporte anfibios de la clase San Giorgio: "San Giorgio", "San Marco", " San Giusto "

## Equipo
- Pistola de servicio Beretta 92 FS
- Subfusil Heckler & Koch MP5 A3
- Fusil de servicio Beretta ARX160
- Lanzagranadas GLX-160 para el ARX160
- Ametralladora ligera FN Minimi
- Ametralladora MG 42/59
- Ametralladora pesada M2
- Cohete antitanque Panzerfaust 3
- Misil guiado antitanque Spike
- FIM-92 Stinger sistema de defensa aérea portátil para el hombre
- Morteros de 81 mm
- Morteros de 120 mm